# Монастирський цвинтар (Кременець)
Монастирський цвинтар — некрополь у Кременецькому районі Кременця, пам'ятка історії та культури: одне з найстаріших у місті, ховати тут почали ще XVI ст. Площа — 10-15 га.
По сусідству з Богоявленським монастирем знаходиться старовинний Монастирський цвинтар, який на згадку про монахів-василіян інколи називають Василіянським.
Тут поховані викладачі Волинського ліцею, у тому числі знаменитий ботанік Віллібальд Бессер (1784—1842), який після виходу на пенсію повернувся з Києва до міста своєї молодості і доживав тут віку, відомий график Йозеф Заундерс (1773—1853), уродженець Лондона, російський придворний художник і професор Віленського університету, який наприкінці життя перебрався до Кременця і тут знайшов місце вічного спочинку, воїни Армії УНР, що полягли в Кременці 1919 р., червоноармійці, які загинули в боях за місто в березні 1944 р.
Наприкінці 50-х рр. XX ст. на Монастирський цвинтар перенесли останки митрополита Олексія (Громадського), який під час війни очолював так звану Автономну Православну Церкву в Україні й трагічно загинув на початку травня 1943 р.